# Spartaco Landini
Pour les articles homonymes, voir Landini (homonymie).
Spartaco Landini, né le 31 janvier 1944 à Terranuova Bracciolini en Toscane et mort le 16 avril 2017 à Gênes (Ligurie), est un joueur de football international italien, qui évoluait au poste de défenseur, avant de devenir ensuite dirigeant sportif.

## Biographie

### Carrière de joueur

#### Carrière en club
Avec l'Inter Milan, il remporte deux championnats d'Italie, et une Coupe d'Europe des clubs champions. Avec l'équipe de Naples, il complète son palmarès d'une Coupe d'Italie.
Il dispute un total de 286 matchs dans les championnats italiens, inscrivant un seul but, lors de la saison 1969-1970. En Coupe d'Europe des clubs champions, son bilan est de 6 matchs disputés, pour aucun but marqué.

#### Carrière en sélection
Avec l'équipe d'Italie, il joue 4 matchs, sans inscrire de but, en 1966. 
Il joue son premier match en équipe nationale le 18 juin 1966 contre l'Autriche et son dernier le 26 novembre 1966 contre la Roumanie.
Il figure dans le groupe des sélectionnés lors de la Coupe du monde de 1966. Lors du mondial organisé en Angleterre, il joue un match contre la Corée du Nord.

## Palmarès
| Inter Milan - Championnat d'Italie (2) : - Champion : 1964-65, 1965-66. - Vice-champion : 1963-64, 1966-67, 1969-70. - Coupe d'Italie : - Finaliste : 1964-65. - Coupe des clubs champions (1) : - Vainqueur : 1964-65. |  | Naples - Championnat d'Italie : - Vice-champion : 1974-75. - Coupe d'Italie (1) : - Vainqueur : 1975-76. - Coupe de la Ligue anglo-italienne: - Finaliste : 1976. |